# Llac de Gravelle
El llac de Gravelle (lac de Gravelle, en francès) és un llac artificial del Bosc de Vincennes.
D'una superfície d'aproximadament una hectàrea, el llac està situat al sud-est del bosc de Vincennes, al punt més elevat del bosc, 40 metres sobre el  Marne, que passa més avall a un centenar de metres. Alimentat per bombament de les aigües del Sena, el llac de Gravelle serveix de reserva als altres llacs i rierols del bosc. Té una longitud de 250 m i una amplada de 50 m.
El llac de Gravelle va ser construït sota la direcció de Jean-Charles Alphand, durant el condicionament del bosc de Vincennes als anys 1860. No implicant cap xarxa hidràulica, el llac va ser cavat per tal de garantir la irrigació de les altres basses.